# Deborah Watling
Deborah Watling (Loughton, Essex, 1948. január 2. – Frinton-on-Sea, Essex, 2017. július 21.) angol színésznő.
Legismertebb szerepe Victoria Waterfield, a második Doktor társa a Ki vagy, doki? című sci-fi sorozatból. 

## Filmjei

### Mozifilmek
- Az lesz majd a nap (That'll Be the Day) (1973)
- Take Me High (1973)
- Viaje al centro de la Tierra (1977, hang)

### Tv-filmek
- Mister Misfit (1967)
- Electric Cinema (1975)
- Lillie (1978)
- Doctor Who: Dimensions in Time (1993, rövidfilm)
- The Five(ish) Doctors Reboot (2013)

### Tv-sorozatok
- The Invisible Man (1958–1959, 11 epizódban)
- Tell Vilmos (William Tell) (1959, egy epizódban)
- A Life of Bliss (1960, hat epizódban)
- The Wednesday Play (1965–1966, két epizódban)
- The Power Game (1966, egy epizódban)
- This Man Craig (1966, egy epizódban)
- Out of the Unknown (1966, egy epizódban)
- Horizon (1966, dokumentum, egy epizódban)
- No Hiding Place (1967, egy epizódban)
- Ki vagy, doki? (Doctor Who) (1967–1968, 40 epizódban)
- The Newcomers (1969, 26 epizódban)
- Crime of Passion (1971, egy epizódban)
- ITV Sunday Night Drama (1972, egy epizódban)
- Doctor in Charge (1972, két epizódban)
- Late Night Theatre (1973, két epizódban)
- Arthur of the Britons (1973, egy epizódban)
- A Roof Over My Head (1977, egy epizódban)
- Rising Damp (1978, egy epizódban)
- Accident (1979, egy epizódban)
- Danger UXB (1979, hét epizódban)
- The Jim Davidson Show (1981, öt epizódban)

## További információ
- Deborah Watling az Internet Movie Database-ben (angolul)
- Deborah Watling a Rotten Tomatoeson (angolul)